# NGC 7165
NGC 7165 is een spiraalvormig sterrenstelsel in het sterrenbeeld Waterman. Het hemelobject werd op 6 september 1793 ontdekt door de Duits-Britse astronoom William Herschel.

## Synoniemen
- MCG -3-56-2
- IRAS 21567-1645
- PGC 67788